# پر استرسدال
پر استرسدال (انگلیسی: Per Sætersdal؛ زادهٔ ۱۸ مهٔ ۱۹۶۴) قایقران روئینگ اهل نروژ است.